# 鹿茵山莊

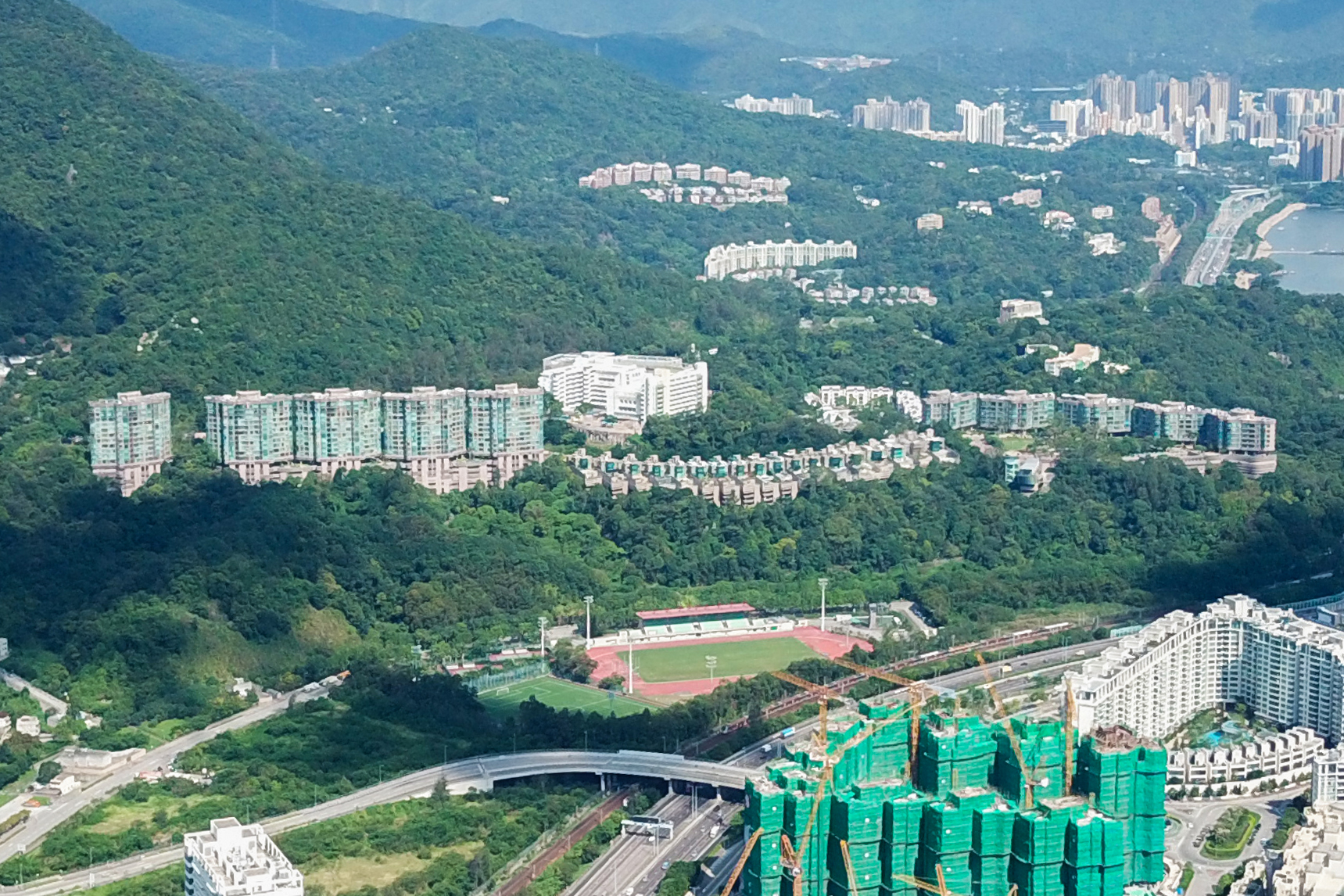
鹿茵山莊全景

鹿茵山莊（英語：Deerhill Bay）是香港一個私人住宅項目，位於新界大埔滘，大埔公路十三咪半一帶（近香港中文大學），由長江實業附屬的望德高有限公司及聖公會（以聖公會香港教區名義申售）發展，於1994年動工興建，於1998年開售時，創下每平方呎逾一萬港元的成交紀錄。鹿茵山莊因處於大埔鹿山一帶，因而得名。
鹿茵山莊由10幢住宅大廈及獨立花園洋房組成，合共提供381個住宅單位。

## 歷史
鹿茵山莊前身為香港聖公會的聖基道兒童院。1993年，聖公會與長實合作，將兒童院改建為住宅用途。聖公會負責向城規會申請換地，長江實業則向港府支付7億港元補地價，並向教會提供3億港元。鹿茵山莊完工後，聖公會獲得其中120個住宅單位及100個車位（已售），其餘單位售出後亦得到一半的分紅，不少於1.5億港元。稅務局後來向聖公會追討1.8億港元利得稅，聖公會以所有收入均作慈善用途為理由拒絕繳交，並上訴至香港高等法院。法院在2010年1月27日判決香港聖公會之有關利潤應課利得稅1.8億元，理由是上訴方未有提供賬目顯示相關收益是用於慈善目的。2014年，上訴庭下令案件發還稅務上訴委員會重新考慮。稅務局向終審法院提出上訴，2016年2月終審法院維持上訴庭判決。

## 事件
2012年，鹿茵山莊業主立案法團曾發起罷免長實集團其物業管理職務，雖然獲得約60%參與投票的業主支持，但是卻因為未達到法定全體過半數業主支持的門檻，議案因而未獲通過。

## 學校及社區設施
- 保良局田家炳千禧小學（1967年創立，1991年自觀塘秀茂坪邨遷入大埔，下午校再於2002年遷至現址校舍）
- 香港日本人學校大埔校（1997年創立）
- 港九街坊婦女會孫方中書院（2002年創立）